# بدر الدين الكيلاني
محمد بدر الدين بن عبد الجبّار الكيلاني (1875 - 25 أبريل 1921) (1292 - 17 شعبان 1338) فقيه مسلم وسياسي وشاعر سوري. ولد في مدينة حماة وينتمي إلى آل الكيلاني. درس في دمشق على علماءها فأتقن العربية وعلومها والفقه والمنطق. عمل موظّفًا مدّة تسع سنين من سنة 1897 إلى 1906 ثم استقال فدخل السياسة. انتخب عن حماة ممثلًا في مجلس عموم الولاية السورية في دمشق. ثم عُهِدَ إليه بالإفتاء عام 1907، واستمرّ حتى عام 1918. ثم عيّن محافظًا لحماة ستة أشهر، فعيّن عضوًا في مجلس الشورى الدولة ممثلًا لحماة، واستمرّ حتى وفاته. فقد تميّز بمعارضته للانتداب الإنجليزي والفرنسي وكان موثوقاً من الملك فيصل الأول، وعلى صلة به وبالثورة العربية منذ ابتدائها. ويعد من أركان المؤسسين لعهد الاستقلال العربي في سوريا في عهد الملك فيصل. له شعر متفرّق لم يجمع في ديوان.

## سيرته
ولد محمد بدر الدين بن عبد الجبّار الكيلاني في حماة سنة 1292 هـ/ 1875 م في عائلة مسلمة معروفة. تلقى دراسته في المكتب الإعدادي الرسمي بحماة وتخرج منه، ثم أخذ العلوم العربية عن أعلام حماة في عصره، منهم سعيد النعسان، و محمد طربين، وعبد القادر الفتوحي الجندي، واستحصل منهم على شهادات في دراسة اللغة والفقه والأدب والمنطق.

ثم عمل موظفًا تسع سنين من سنة 1897 إلى 1906، استقال ودخل السياسة.انتخب عن حماة ممثلاً لها في مجلس عموم الولاية السورية بدمشق، وفي سنة 1907 عهد إليه بالإفتاء إثر الانقلاب العثماني، وقد منح ثلاث رتب دينية، ولبث مفتياً لحماة حتى أواخر الحرب العالمية الأولى وانسحاب العثمانيين. وفي حماة، تم انتخابه رئيساً لحكومتها المؤقتة، ودخل الملك فيصل الأول حماة فعهد إليه برئاسة الحكومة العربية فيها، و«رفع راية الاستقلال العربي على دار الحكومة بيده باحتفال مهيب»، ولبث محافظاً لحماة مدة ستة شهور، ثم عين بعدها عضواً عن حماة في مجلس شورى الدولة بدمشق، ولبث فيها حتى وفاته في 17 شعبان 1338/ 25 أبريل 1921. وشيعت جثمانه بمأتم شعبي حافل، ودفن بمقبرة الأسرة الكيلانية. 

## أدبه وشعره
كان متضلعاً في العلوم والآداب وشاعراً وناثراً بارزًا، جادت قريحته بنظم القوافي في مواضيع شتى، وله شعر متفرّق لم يجمع في ديوان. 